# Муртигіт (станція)
Муртигіт (рос. Муртыгит) — станція Тиндинського регіону Далекосхідної залізниці Росії, розташована на дільниці Тинда — Бамівська між станцією Пурікан (відстань — 16 км) і роз'їздом Штурм (31 км). Відстань до ст. Тинда — 131 км, до ст. Бамівська — 49 км.